# ラズウェル細木
ラズウェル 細木（ラズウェル ほそき、本名：窪田 京一、1956年 - ）は、日本の漫画家。旧ペンネームはくぼたケーガ。
山形県米沢市出身。山形県立米沢興譲館高等学校卒業。早稲田大学教育学部国語国文科卒業。東京都練馬区在住。
代表作に『酒のほそ道』『パパのココロ』など。

## 略歴
早稲田大学在学中は漫画研究会に所属していたが、本人は漫画を描く先輩の姿を見て漫画家にはなりたくなかったという。卒業後にカットやイラストの仕事をこなしているうちに、くぼたケーガ名義で麻雀漫画でデビュー（1983年）。大のジャズファンであり、レコードコレクターでもある。ジャズ業界の知識を援用して音楽方面に取材した作品を複数発表している。しかしその後の雑誌連載による『酒のほそ道』の方がよく知られるようになった。好物は日本酒とウナギの蒲焼きなど。
ペンネームの由来は、ジャズ・トロンボーン奏者ラズウェル・ラッドと、大学卒業後にアルバイトしていた出版社でお世話になった「細木さん」から。当初は漫画の主人公の名前だったが、後にペンネームもそれへと改める。
- 1990年、元放送作家でアシスタントだった森下由香と結婚。一女を儲けて子育て体験漫画『パパのココロ』の発表に至るが、1998年に離婚。
- 2010年、郷里の米沢市の観光大使に就任。
- 2012年、『酒のほそ道』などにより第16回手塚治虫文化賞短編賞受賞[2]。

## 作品リスト
- 酒のほそ道（『週刊漫画ゴラク』連載）
- パパのココロ（婦人生活社『プチタンファン』連載）
- ときめきJAZZタイム（『ジャズ批評』連載）
- 魚心あれば食べ心（『つりコミック』連載）
- 食蔵（『みこすり半劇場』連載）
- ラズウェル細木の本造りレトルト劇場（『ビッグコミック』）
- 大江戸酒道楽～肴と酒の歳時記～（リイド社）
- 風流つまみ道場（『週刊漫画TIMES』連載）
- ひまじん酒場 酔庵夜話（『みこすり半劇場』連載）
コミックス名及び『本当にあった笑える話』での連載は「美味い話にゃ肴あり」。
- 旅する胃袋（ストマック）（『漫画ゴラクネクスター』連載）
コミックス名は「ラズウェル細木のラ寿司開店!!」。
- 月右衛門覚帳（『コミック乱TWINS』連載）
- う（『モーニング』連載）
- ラズウェル細木のブルーノート道案内（DU BOOKS 2013：「Blue Note Club」にて連載）
- ぶぅ（『モーニング』連載）
- 酒場の隅隅（『酒場人』連載）
- 大江戸子守り酒（リイド社）
- 文明開化めし（『コミック乱ツインズ』連載）
- 酒は思考の源でR めくるめく家飲み一人酒（KADOKAWA[3]）
- 口福三昧（『おとなの週末』連載）
- 大江戸美味指南 うめえもん！（『コミック乱ツインズ』連載[4]）

## 出演
- ニッポン居酒屋紀行ファイナル（対談ゲスト - 旅チャンネル）
- 酒のほそ道（BS朝日）
- タモリ倶楽部（テレビ朝日）
  - （2017年6月30日）
  - （2018年1月19日）
  - （2018年7月27日）